# 後裔
| ウィキペディアには「後裔」という見出しの百科事典記事はありません（タイトルに「後裔」を含むページの一覧/「後裔」で始まるページの一覧）。 代わりにウィクショナリーのページ「後裔」が役に立つかもしれません。 |